# 극장판 도라에몽 진구와 기적의 섬: 애니멀 어드벤처
《극장판 도라에몽: 진구와 기적의 섬: 애니멀 어드벤처》(映画ドラえもん のび太と奇跡の島 ～アニマル アドベンチャー～)는 2012년 3월 3일에 개봉한 32번째 극장판 영화이다. 미즈타 와사비 성우진의 7번째 영화이자, 미즈타 와사비 성우진의 3번째 오리지널 영화 작품이다. 한국에서는 극장판 도라에몽: 진구와 기적의 섬 ~애니멀 어드벤처~라는 제목으로 동년 7월 25일에 개봉했다.

## 개요
이번이 32번째인 영화 도라에몽 시리즈는, 리메이크가 아닌 새로운 극장판 내용을 제작했다. 감독은 인어대해전과 동일 감독인 쿠스바 코조, 각본은 시미즈 히가시가 맡았다. 대략적인 줄거리는 단행본 17권의 멸종 동물 되살리기를 기초로 하여 만든 것이다.

## 줄거리
아빠가 사준 풍뎅이가 왕비실의 풍뎅이에게 지고 말았다. 그래서 진구는 도라에몽에게 부탁해 타임홀과 타임끈끈이를 사용하여 300년 전 뉴질랜드에서 더 큰 딱정벌레를 잡으려다가, 자이언트 모어를 잡아버렸다. 원래 위치에 복원되면 반드시 멸종해 버린다고 생각하여 노비타는 멸종동물을 보호하는 기적의 섬 베레가몬도 섬을 찾아달라고 한다. 그러나 베레가몬도 섬에서 멸종 동물은 연구하는 켈리 박사의 조수 곤스케는 착오로 1980년의 진구와 비슷하게 생긴 소년, 노비 노비스케 (진구의 아버지)를 데려가 버렸다.
한편, 진구와 베레가몬도 섬에서 몰래 가져온 풍뎅이를 사용하여 벌레싸움에서 스네오에게 이긴다. 그걸을 쫓아 온 곤스케에 의해 신이슬, 만퉁퉁, 왕비실는 베레가몬도 섬에 강제 연행된다. 여기에서 진구와 친구들의 모험이 펼쳐진다.

## 등장하는 비밀 도구
- 타임 홀과 타임 끈끈이
- 모모타로 경단
- 타임 전화
- 스몰 라이트
- 빅 라이트
- 건망증 봉
- 대나무 헬리콥터
- 어디로든 문
- 춤 추는 로봇 디럭스
- 통역 곤약
- 공기 크레용
- 목소리 고체화 액

## 표어
- DORAEMON THE DREAM
- 100 years before the birth of DORAEMON (도라에몽 탄생까지 앞으로 100년)
- 進め！夢と希望の島へ。(가자! 꿈과 희망의 섬으로.)

## 스태프
- 원작 : 후지코.F.후지오
- 각본 : 시미즈 히가시
- 총 작화 감독 : 크리오 마사히로
- 작화 감독 : 오오시로 마사루, 마스다 히로시, 이노우에 에이, 이와사키 타이쓰케, 키시노 미치, 카라이 테쓰로
- 미술 감독 : 코가 토루
- 녹음 감독 : 다나카 아키요시
- 촬영 감독 : 키시 카쓰요시
- 음악 : 사와다 칸
- 편집 : 코지마 토시히코
- 효과 : 이토카와 유키요시
- 치프 프로듀서 : 마시코 아지로, 스기야마 노부로
- 감독/그림 콘티 : 쿠스바 코조
- 기획・원안 협력/만화 : 무기와라 신타로
- 연출 : 야마오카 지쓰
- 캐릭터 디자인 : 오오시로 마사루
- 동영상 검사 : 마쓰무라 미카
- 색채 설계 : 타니 사나에, 에바나 카요코
- 색상 지정, 색상 검사 : 타노 미요호
- 3DCGI : 후쿠다 히로시
- 특수 효과 : 사토 카오리
- 애니메이션 협력 : 베가 엔터테인먼트
- 멸종 동물 감수 : 도미타 고요치
- 보너스 영상 : 테라모토 유키요/스기사키 사토시, 마스이즈미 미치코
- 제작 사무 : 스기노 유키, 타키하라 야요이
- 제작 진행 : 키쿠치 타쓰야, 나카무라 카즈요시, 카사이 마리코, 오카노 타카노리
- 제작 데스크 : 나카지마 스스무/타케이 켄, 오카다 마이코
- 어시스턴트 프로듀서 : 후쿠다 미나코
- 프로듀서 : 카와키타 모모코, 오오쿠라 슌스케, 후지모리 타쿠미, 쓰루자 키카라, 사이토 아쓰시, 타카하시 레나
- 제작 : 영화 도라에몽 제작 위원회 (후지코프로, 쇼가쿠칸, TV아사히, ADK, ShoPro, 신에이 동화)

## 성우
- 도라에몽 - 미즈타 와사비 / 문남숙
- 노비타 - 오오하라 메구미 / 김정아
- 시즈카 - 카카즈 유미 / 조현정
- 만퉁퉁 (자이언) - 키무라 스바루 / 최석필
- 스네오 - 세키 토모카즈 / 이현주
- 도라미 - 치아키 / 김민정
- 데키스기 - 하기노 시호코 / 이지현
- 노비 타마코 - 미츠이시 코토노 / 임은정
- 노석구 - 마츠모토 야스노리 / 김정은
- 다케(노비스케의 소년시절) - 노자와 마사코 / 서유리

게스트 캐릭터
- 코롱 - 미즈키 나나 / 김하영
- 케리 박사 - 타나카 아츠코 / 이지현
- 곤스케 - 타츠타 나오키 / 이재범
- 푸르모 - 키사이치 아츠시 / 심규혁
- 샤먼 - 야마데라 코이치 / 최낙윤
- 로크 - 시마카 유우 / 고구인
- 스네이크 - 후타마타 잇세이 / 이동훈
- 스카이 - 아이카와 리카코 / 김성연
- 후쿠 - 스즈키 후쿠 / 조경이
- 아마구리 슌 - 오구리 슌 / 심규혁

## 주제가/삽입곡

### 주제가
- 오프닝 : 꿈을 이루어줘 도라에몽

노래 : mao
- 엔딩 : 生きてる生きてく(살아가고 살아가네)

노래 : 후쿠야마 마사하루

## 같이 보기
- 후지코 후지오
- 도라에몽